# Stanisławów Nowy
Stanisławów Nowy – wieś w Polsce położona w województwie łódzkim, w powiecie pabianickim, w gminie Lutomiersk.
W latach 1975–1998 miejscowość administracyjnie należała do województwa sieradzkiego.